# Lilli Jahn

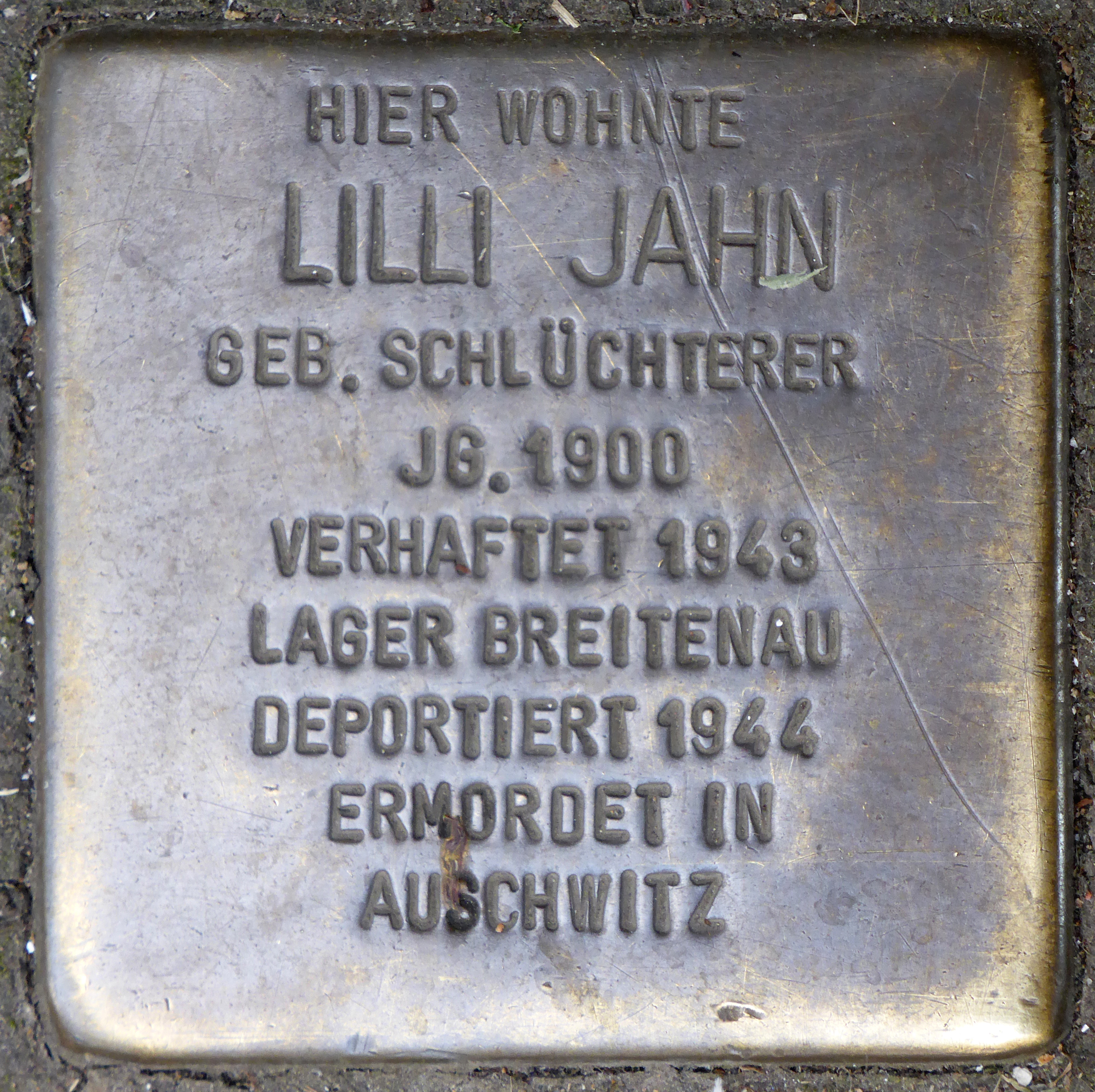
Tablica pamiątkowa (Stolpersteine) w Kolonii, poświęcona Lilli Jahn

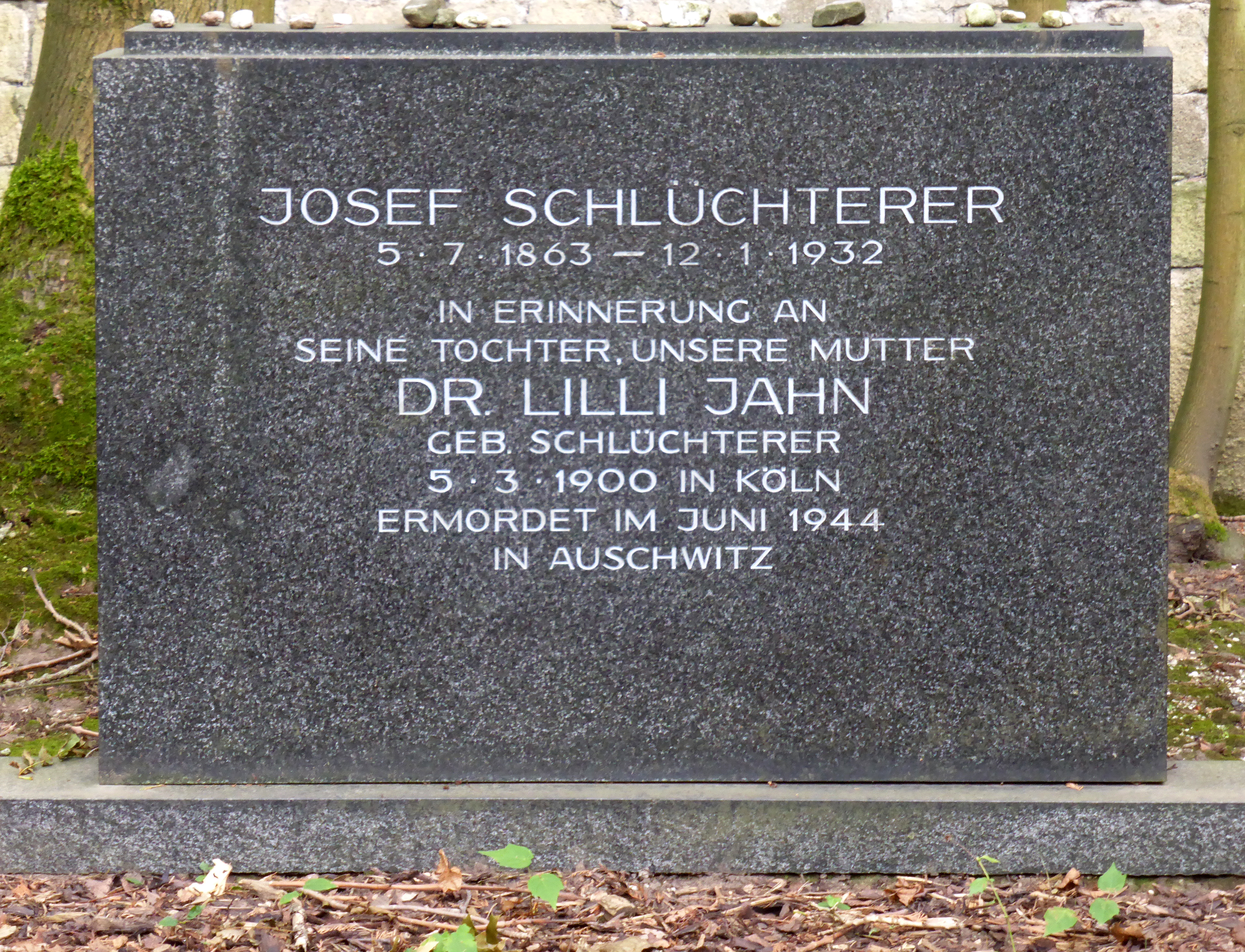
Grób Josefa Schlüchterera, upamiętniający też jego córkę, Lilli Jahn

Lilli Jahn (wcześniej: Schlüchterer; ur. 5 marca 1900 w Kolonii, zm. ok. 19 czerwca 1944 w KL Auschwitz) – żydowsko-niemiecka lekarka. Listy, które pisała najpierw do narzeczonego i męża, a potem – z obozu Breitenau – do piątki swoich dzieci, stały się kanwą powieści Moje zranione serce wydanej w 2002 roku przez jej wnuka Martina Doerry'ego.

## Życiorys

### Młodość i edukacja

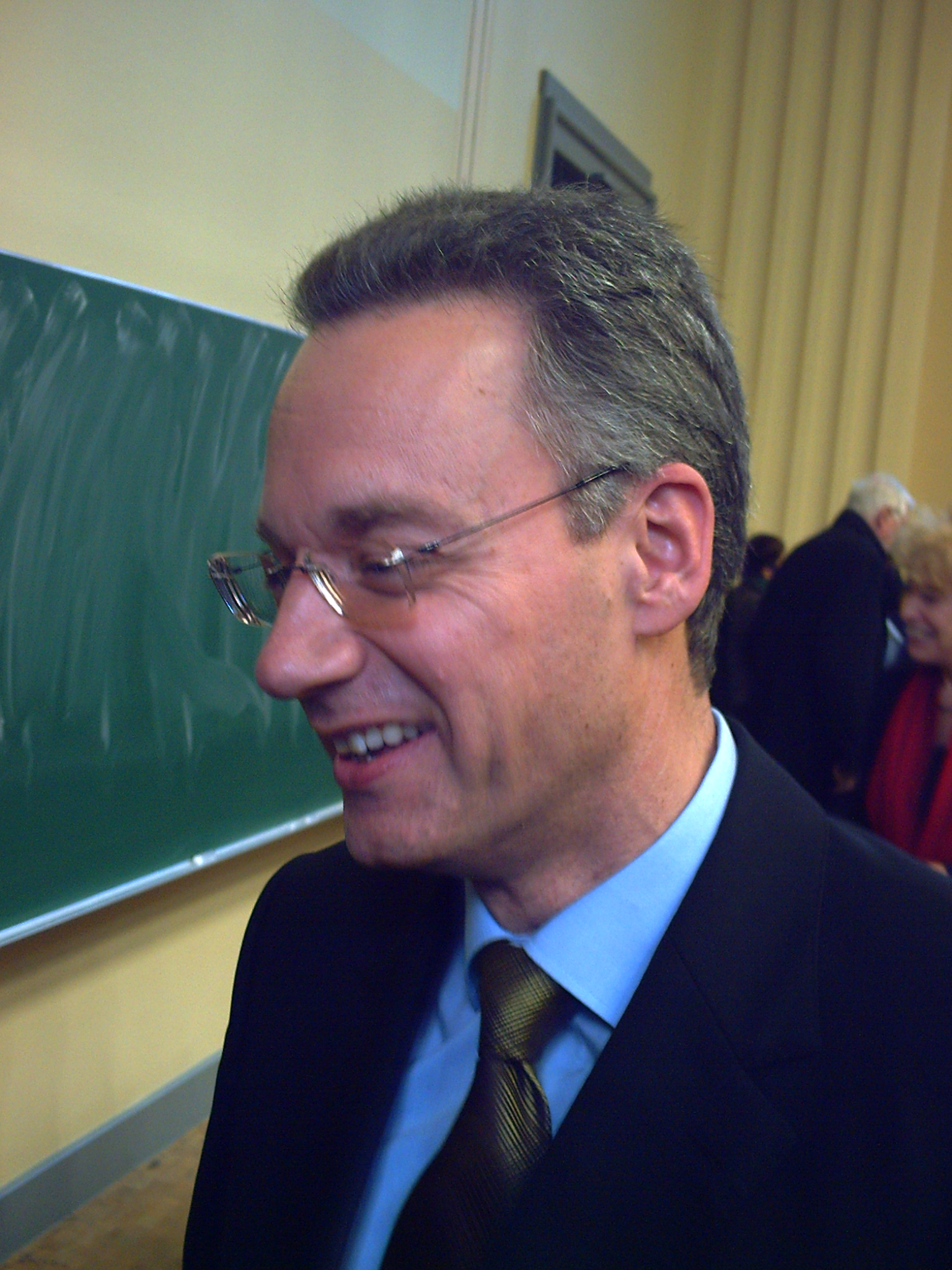
Martin Doerry, wnuk Lilli Jahn, wydawca jej listów

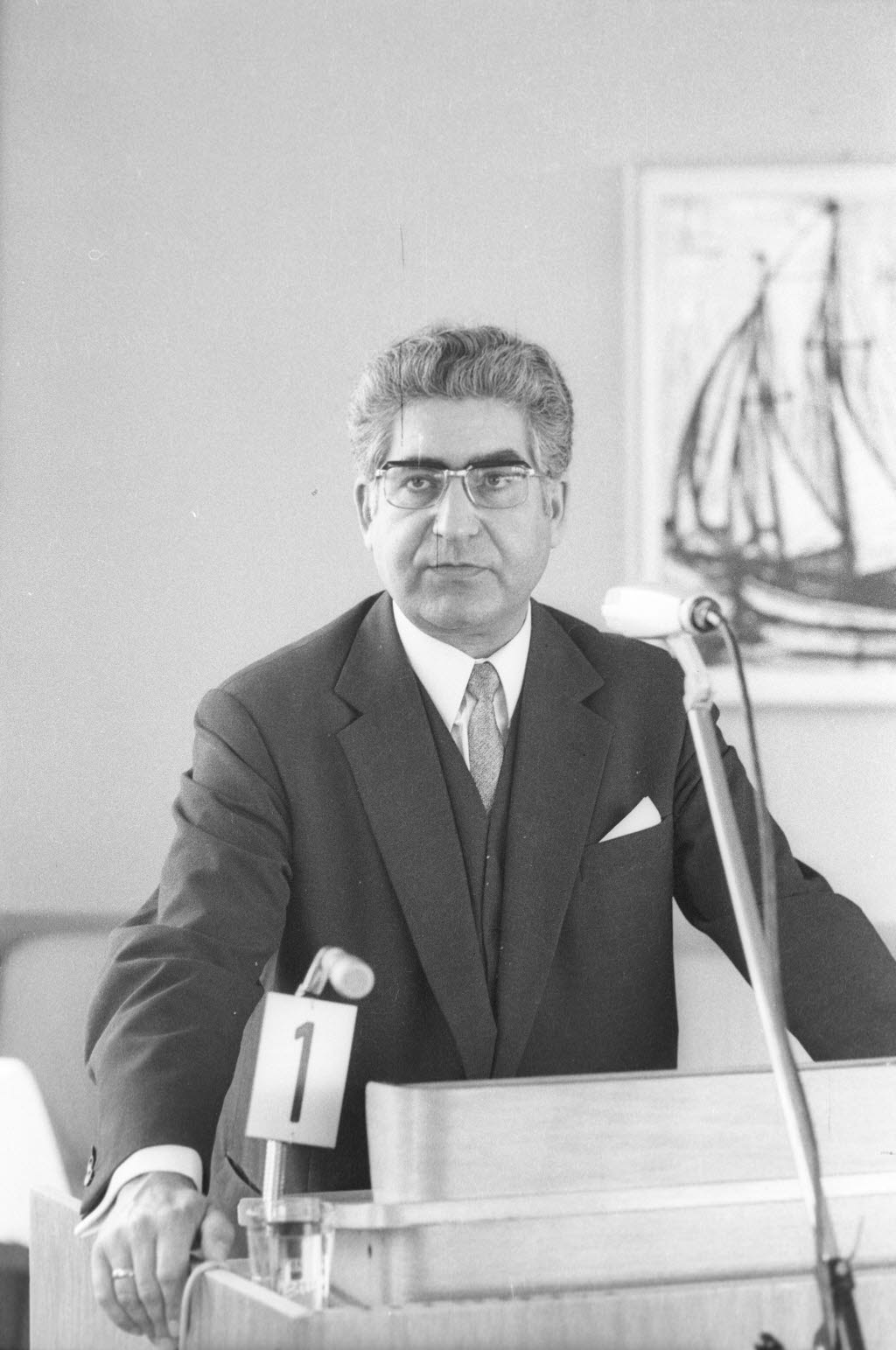
Gerhard Jahn, syn Lilli Jahn

Urodziła się w rodzinie Pauli i zamożnego, zasymilowanego żydowskiego kupca Josefa Schlüchterera, który dbał o edukację swoich córek. Młodsza, Elsa, studiowała chemię, natomiast Lilli po zdaniu matury w 1919 roku w szkole Cesarzowej Augusty w Kolonii, rozpoczęła studia medyczne. Uczyła się w Würzburgu, Halle, Fryburgu Bryzgowijskim i w Kolonii. W 1924 roku zdała państwowe egzaminy i uzyskała tytuł doktora. Jej praca dotyczyła hematologii. Wśród egzaminatorów byli m.in. pediatrzy Ferdinand Siegert i Erwin Thomas, a także dermatolog Ferdinand Zinsser. Po zdaniu egzaminu pracowała najpierw jako praktykantka i wolontariuszka, a od 1925 roku jako asystentka medyczna w żydowskim przytułku dla chorych i starców w Kolonii.

### Małżeństwo i rodzina
Planowała rozpocząć specjalizację pediatryczną i osiedlić się w Halle. Jednak w 1926 roku, wbrew woli rodziców, poślubiła lekarza Ernsta Jahna, z którym miała pięcioro dzieci – cztery córki (Ilse, Johanna, Eva, Dorothea) i syna Gerhard Jahn (późniejszego ministra sprawiedliwości w niemieckim rządzie). Rodzina mieszkała w Immenhausen, para otworzyła wspólną lekarską praktykę, ciesząc się dobrymi koneksjami i uznaniem wśród miejscowych dostojników. Dzieci zostały ochrzczone i wychowywane w religii protestanckiej. Lilli była lubianą i szanowaną lekarką domową, regularnie odwiedzała też synagogę w Kassel.

#### Prześladowania
Nastawienie do żydowsko-niemieckiego małżeństwa zmieniło się, gdy burmistrzem został członek partii NSDAP, Karl Gross, a żydowska społeczność – jak w całej Europie – zaczęła doświadczać prześladowań. W czasie Nocy Kryształowej ucierpiała także rodzina Lilli: kilku pijanych bojówkarzy SA wdrapało się na garaż i rozbijało szyby w domu, rzucając przedmiotami i wykrzykując pogróżki. Z kolei w Kolonii, bojówkarze wtargnęli do domu matki Lilli: zamknęli Paulę i jej służącą w osobnym pokoju, po czym zdemolowali cały dom. Maxa Meyera, męża kuzynki Lilli – Olgi – tej samej nocy aresztowano i zesłano do obozu koncentracyjnego w Dachau, skąd po czterech tygodniach półżywego wyrzucono na stopnie kolońskiej katedry. Po tych wypadkach Olga z mężem przedostała się do Szwajcarii nocą 2 września 1939. Antyżydowskie nastroje w Immenhausen sprawiły, że Lilli dostała zakaz wykonywania praktyki lekarskiej, zmuszono ją do podpisania zgody na anulowanie doktoratu. Wkrótce była jedynym żydowskim mieszkańcem w tej okolicy (matka z siostrą zdążyły wyemigrować do Birmingham w 1939 roku, a ojciec zmarł w 1932 roku). Latem 1939 roku, gdy rodzina Jahnów chciała spędzić wspólnie wakacje, pracownicy hotelu nie wpuścili do środka Lilli.
8 października 1942 Ernst Jahn wniósł pozew o rozwód z żoną, a następnie porzucił ją i dzieci dla ciężarnej kochanki, niemieckiej lekarki katoliczki Rity Schmidt, której poród przyjmowała sama Lilli. Wygnana z domu przez Ritę, Lilli przeniosła się z dziećmi do Kassel, które było bombardowane przez aliantów. Jako rozwiedziona Żydówka nie była już pod żadną ochroną.

### Obóz w Breitenau
Pod koniec sierpnia 1943 roku Lilli została zadenuncjowana: wskazano, że pominęła dodanie imienia Sara na drzwiach, co polecono robić wszystkim Żydówkom. Zostawiła natomiast swój tytuł lekarski przy dzwonku do drzwi, co z kolei było zakazane. 17 sierpnia aresztowano ją i po przesłuchaniu obwieszczono, że nie zastosowała się do przepisów z sierpnia 1938 roku. Została internowana w obozie Breitenau niedaleko Guxhagen na południe od Kassel. Nieletnie dzieci zostawiono bez opieki. 16-letniemu Gerhardowi nakazano wstąpić do Luftwaffe. Lilli Jahn pracowała jako robotnica przymusowa w oddziale firmy Spangenberg w fabryce farmaceutycznej B. Braun Melsungen. Córce Lilli, Ilse, udało się odwiedzić matkę tylko raz, w grudniu. 22 października 1943 roku, w wyniku bombardowania, spłonął dom, w którym mieszkały dzieci: rodzeństwo wróciło do Immenhausen i podporządkowało się drugiej żonie ojca. Rodzeństwo mieszkało na piętrze, a macocha z ojcem dzieci i przyrodnią siostrą na dole domu. Nie jest jasne, czy były mąż starał się (i jak) o pomoc u gestapo dla matki swoich dzieci. Podjął podobno jedno działanie w postaci złożenia pisma w tej sprawie. Próby uratowania lekarki przez członków kościoła protestanckiego również nic nie dały. W obozie, błagając o pomoc, pisała do dzieci listy, których ponad 250 udało się przemycić na zewnątrz: korespondencja przetrwała wojnę u syna, bez wiedzy sióstr. Listy przestały nadchodzić po 29 lutego. Ilse pojechała do Breitenau i wypatrzyła matkę w grupie więźniów.

Fragment listu Lilli Jahn do dzieci z dnia 6 lutego 1944:

Ach, Dzieci, kiedyż wolno nam będzie znowu się połączyć??? Nie potrafię już czekać i z dnia na dzień staję się coraz bardziej niecierpliwa. Niech tata pójdzie na gestapo i zażąda, żeby mnie wreszcie zwolniono. I niech z tym nie zwleka! Proszę, proszę, proszę! Serce mi się rozdziera, kiedy myślę, że jesteście bez opieki i pozostawione same sobie. (…) Tak bardzo za Wami tęsknię, w myślach całuję Was 1000 razy i ściskam bardzo mocno. Wasza Mama, która Was kocha nad życie!!!

### Obóz w Auschwitz-Birkenau
W marcu 1944 roku Lilli Jahn została przewieziona w transporcie przez Drezno do obozu Auschwitz-Birkenau. Podczas trzydniowego postoju w Dreźnie, udało się jej napisać list do dzieci: uspokaja je i ponownie prosi byłego męża o pomoc w uwolnieniu. Ostatni list, jaki ocalał, nosi datę 6 marca 1944, jest napisany w Auschwitz przez osobę trzecią – Lilli złożyła odręczny podpis. We wrześniu tego roku, dzieci otrzymały wiadomość o śmierci matki w dniu 19 czerwca o godz. 11.25.